# 日遙
日遙（にちよう、일요、天正8年（1580年） - 万治2年2月26日（1659年4月17日））は、李氏朝鮮出身の日本の僧侶。本行院日遥。俗名余大男。字は好仁、僧名は学淵。別名として、高麗上人、高麗遥師。朝鮮国慶尚道河東郡西良谷（現 大韓民国慶尚南道河東郡良甫面）出身。発星山本妙寺第三世住職であり、加藤清正の命日に法華経を一夜で書写する法要「頓写会」の創始者。長久山護国寺開山。

## 生涯
天正8年（1580年）、朝鮮国慶尚道河東郡の余天甲（のち壽禧と改名）と蔡氏の女性の長男として生まれる。出身氏族の宜寧余氏は、現在の慶尚南道宜寧郡を本貫とする地方貴族であり、現在韓国に16,000人程度しか存在しない珍しい姓である。父の天甲が科挙の地方試験に当たる生員試に合格していたことから、大男もまた科挙に及第させるべく教育を施していたと思われる。それは後述の詩文の知識に鑑みても見て取れる。近隣に住む叔父の燈邃は曹渓宗の禅僧であり、大男はたびたび叔父のもとに通い、習字のかたわら仏教の手ほどきも受けた。
文禄元年（1592年）、文禄の役勃発。4月12日に金浦に上陸した日本軍は破竹の勢いで北上し、約1ヶ月で首都漢城（現・ソウル）を陥落。二番隊の加藤清正は北に攻め上り、中国と接する咸鏡道にて北方民族オランカイと交戦。しかし、退却指示を受けて漢城まで戻り、その後慶尚道攻撃の任についた。大男（日遙）の暮らす河東郡も無事ではなく、攻防戦で祖父の得麟が戦死。さらに、父の天甲が捕虜となって広島に連行される（1601年帰国）。大男は叔父の起居する普賢庵に隠れていたところ、加藤清正麾下の高橋三左衛門に捕らえられる。清正の前に連行されてその場でいくつか詰問されるが、日本語が話せなかったため、筆で以下の詩文を認めて回答した。
独上寒山石径斜（独り寒山に上れば石径斜めなり）
白雲生処有人家 （白雲生ずる処人家有り）
これは杜牧「山行」の劈頭である。本来ならば「遠上寒山石径斜」と書くべきだが、大男はこの時、あえて「独上寒山石径斜」と書いたと思われる。敵国の武将に囲まれた状況下で親とはぐれた状況を嘆き、侵略を呵責する意図である。大男の筆致に才気を見出した清正は大男を大いに気に入り、自分の陣羽織を着せて側近く置いた。このとき清正は大男を日本に連れ帰ることを決めるが、大男は両親が死んだものと世をはかなみ、僧侶として出家することを望んだとされる。
日本での大男の育成は、清正が帰依する日蓮宗僧侶の法性院日真（京都妙傳寺第十二世）に一任された。日真は朝鮮陣中で戦勝祈願を厳修したほか、四溟堂松雲大師との停戦交渉にも出席している。大男とも日常的に接していたものと思われる。
捕虜となって数ヶ月後、大男は京都の日蓮宗六条門流総本山の大光山本圀寺に預けられる。日真の師僧の寂照院日乾（身延山久遠寺第二十一世）のもとで得度し、僧名を学淵と改める。本圀寺の僧侶教育機関である六条求法講院にて、日乾ほか多数の教師の薫陶を受けて法華経の教理を学ぶ。
- 慶長元年（1596年）4月、加藤清正帰国。
- 身延山久遠寺での修行を経て、飯高檀林に留学し、天台教学等を修める。
- 群馬県の法昌山本龍院蓮久寺に第三世住職として晋山。歴代住職は本圀寺貫首の任命であったことから、日遙の師日乾の後押しがあったと考えられる。
- 慶長12年（1607年）河東郡出身の朝鮮通信使（回答兼刷還使）と京都で出会う。
- 慶長14年（1609年）急逝した第二世日繞の跡を継ぎ、29歳で発星山本妙寺第三世に晋山。
- 慶長16年（1611年）加藤清正死去。日遙の清正の位牌に接する様は生身に接するが如きであったという。
- 慶長18年（1613年）加藤清正三回忌の追善供養のため、法華経八巻69,384字を一夜のうちに書写・奉納する。これが頓写会の起源である。
- 慶長19年（1614年）熊本城内にあった本妙寺が火災で焼失。
- 元和2年（1616年）清正の眠る中尾山に本妙寺を再建。
- 元和6年（1620年）生き別れとなっていた父天甲から手紙が届く。5ヶ月後、日遙は天甲へ返信を送る。
- 元和8年（1622年）最初の手紙から約2年後、再び天甲から日遙へ手紙が届く。
- 寛永2年（1625年）前回の手紙から約3年後、日遙は天甲に返信を送る。これが最後の手紙となった。
- 寛永3年（1626年）日真が72歳で遷化。
- 寛永9年（1632年）加藤家改易。細川忠利が熊本藩主となる。
- 寛永11年（1634年）法燈を第四世日選に譲り、妙光山蓮政寺（熊本県熊本市安政町）にて隠居。
- 慶安4年（1651年）肥前国島原藩主高力忠房の招聘により、長久山護国寺を開山する。
- 慶安5年（1652年）日選が遷化したため、第五世日悠の後見を務める。
- 万治2年（1659年）2月26日、79歳で遷化。諸説あり（後述）。

## 逸話等
- 本妙寺は大本山本圀寺から「六条門流九州総導師」の寺格を与えられ、開山日真の代から永代紫衣の栄誉に浴している。肥後国における日蓮宗寺院の多くが本妙寺の末寺であり、影響力は九州の他国にまで及んでいた。しかし、後ろ盾である加藤家が改易されたことに伴い、新たに熊本入りした細川家からも継続して庇護を受ける必要が生じた。存亡の危機を乗り切るため、日遙は肥後国内の民衆を対象とした布教を強力に推進するとともに、清正公信仰を根付かせることで信仰の土台を築いていった。このような状況に加えて、経済的な援助をした身延山修行時代に同室だった僧侶に裏切られたり、末寺に加わった寺院の離反が起こったりと、何かと日遙の心労は絶えなかった。
- 『続撰清正記』に清正の死後、日遙が死を悼む記載がある。

玄冬廿四日に、本妙寺において、千部の法華経読誦の結願に、住持日延上人の法談の時、家来の者残らず聴聞しけるに、上人御出有て高座に登りたまひ、法華経方便品第二を訓読有て、法談は仕給はずして先宣ふは、何れも御存知の事なれども、野僧は元高麗国の者なるを、八歳のとき文禄年中の乱により、父母のゆくへをしらず、孤となり途に迷ひ居たりしを、高橋三左衛門と云ふ者にとらはれし故、定而生害にあふべきと、をさな心におもひける所に一命を助り、剰さへ清正の御介抱にて人となり、本朝へ召連玉ひしに、文字の平仄をば弁ぜすといへども、一連の句を漫に綴る真似をしければ、此童子をば出家になし、御父母の菩提とはせ給ふべきと仰有つて、甲州身延山へつかはされたる故、関東を行脚して大善知識の法莚の端に陪、高祖日蓮大菩薩の流をくみ、忝も金襴の伽梨を身にまとひ、今此高座に上る事、偏に日乗大居士（清正）の厚恩也、誠以忉利より高く蒼海より深し、端的何をもつてか此恩を報ぜん、嗚呼哀哉、朝に紅顔有て世路に誇れども、暮には白骨となりて郊原に朽ぬと云事、今更驚くべきにあらねども、大明百萬の軍兵を蔚山においてきり退け、武名を朝鮮国に残し、此国柳瀬表において一番槍を合、加之、天草にて両城を責崩、宇土柳川の城を無為に落し、名を日域に振ひ玉ふ武将たりといえども、無常の敵の来るをば防ぐに其兵なきか、容花即党て墳際一掬の塵と成り、命葉忽落ちて暮天数片の煙と立上り給ふ事、惜に猶余りあり、啼涙するに忍びがたし、上古在原の中將の、昨日けふとはおもはざりしをと詠じ玉ひし言の葉の末迄も、おもひ出られたると宣ひ、上人落涙し玉ふを見て、満座の聴衆一度に噇と泣て、はらはらと座敷を立、寺外に出ければ、上人も高座よりおりて、すごすごと内陣に入給ひ畢。
なお、ここで8歳の時に来日したとあるのは誤りで、正しくは13歳。伝聞される過程で誤ったものである。また、『清正公記』に「本妙寺上人は、清正、百濟國守の子、九歳に成しを日本につれこし、出家させ、日遙上人と改め、住持職となされける」とあるが、これらの年齢の誤りは同じく日本に連行された朝鮮王子臨海君の子・可観院日延（小湊誕生寺第十八世）との混同によるものである。
- 清正や日真といった親同然の人々を亡くしてからは、住職としての重責と外国人としての孤独に耐える日々が続いた。李希尹、邵逖、卞斯楯、供雲海、金汝英、李荘といった数名の朝鮮出身者の他には、心を開ける人物に恵まれなかったようである。彼らの他には肥前国の書家洪浩然と交流があった。彼もまた被虜朝鮮人であり、鍋島直茂に連行され、書の腕を見込まれて小姓・祐筆として仕えた。肥後本妙寺の「發星山」という扁額は彼の筆によるものである[7]。
- 清正没後、日遙は何度か朝鮮への帰国を願い出ていた。しかし、清正の跡を継いだ二代忠広が当時19歳であったこともあり、清正とつながりが深い大寺院の住職を手放すはずがなかった。加藤家改易後、細川忠利が入国してからは、前国主の側近として警戒されて下手な行動が取れなくなってしまう。朝鮮への帰国および両親との再会が絶望的となったことを悟り、日遙は両親を死んだものとみなして「智徳院法信（日遙父）」「常徳院妙信（日遙母）」という二体の位牌を作って日夜祭祀した。結局、日遙は生涯故郷の土を踏むことはなかったとされている。

## 埋葬地
晩年、日遙は長久山護国寺を開山した後、万治2年（1659年）2月26日に病で遷化したとされる。しかし、本妙寺・護国寺ともに葬儀を営んだ記録は存在しない。「里俗相伝て曰く、遙師晩年当山の職位を辞するに及て、肥前島原に航して長久山護国寺を創立す、爾後其跡を詳にせす、多分朝鮮に帰られしものなるか、而して遷化の歳月は、本妙寺発錫の日を以て定めたるものならむと云ふ」とあるため2月26日は正確な命日ではないらしく、護国寺開山以降の足取りが謎に包まれている。
このような事実もあり、四無礙谷と呼ばれる歴代上人墓地の日遙の墓石の下には、遺骨がないのではないかとする「遺骨不在説」が有力視されている。最初に「遺骨不在説」を唱えた人物は釜山地方法院検事正の大村大代である。大村は、以下の4点から歴代上人墓地に遺骨が存在しない可能性を指摘した。
- 日遙上人の墓標に遷化の行年が記載されておらず、本妙寺の過去帳に「本行院日遙上人 当山三世中興 万治二年己亥二月二十六日 高麗国 字学淵」と記載があるが、こちらも遷化の年齢が書かれていないこと
- 父天甲への手紙の中で切々と帰国を希求していること
- すでに加藤家が断絶し、加藤忠広も出羽国庄内に左遷されており、日遙に領内行政の諮問者としての役割がないこと
- 島原は漁船の航行が盛んであり、護国寺の建立は帰国の足掛かりと考えられること（補足：有明海一帯には『バッシャ船』と呼ばれる漁船が多数航行し、行き先の多くは釜山港であった）

なお、日遙上人の墓地は本妙寺以外にも2つ存在する。
- 長久山護国寺
- 大韓民国慶尚南道河東郡良甫面雲岩里山（供養塔のみ）

上記の墓地にはいずれも遺骨が存在していない。護国寺の墓は、日遙の遺徳を偲んで本妙寺の墓石に似せた墓石を設えたものである。河東郡の供養塔は、護国寺の住職某氏と元熊本県民テレビプロデューサーの男性某氏が、日遙の異母弟の子孫と共同で2001年に建立したものである。ちなみに、この供養塔の地面には、本妙寺歴代上人墓地の土が混ぜてある。

## 書簡
日遙が27歳の頃、朝鮮通信使（回答兼刷還使）と京都で偶然に出会う。文禄・慶長の役で日本に抑留された被虜朝鮮人の帰国を目的とした使節であった。朝鮮通信使が帰国してから13年後、日遙の友人河終男はこの報を聞きつけ、故鄕の河東郡に生存の事実が伝えられると、両親は号泣して息子の生存を喜び、急ぎ熊本に手紙を書き送った。この手紙が届いたことにより、日遙は父母の消息を知ることになる。
それから二往復の手紙のやりとりがあった。

### 発星山本妙寺で発見された書簡
- 余天甲寄日遙上人書

九州肥後国熊本本妙寺学淵日遙聖人朝鮮国河東居父余天甲伝送子余大男汝在癸巳年七月雙渓洞普賢菴族僧燈邃処被擄後未知汝之生死与汝母日夜号泣矣去丁未年我国通信使入日本国時我河東官人路逢汝而問汝姓名即汝答曰吾姓名余大男父名余天甲云云其人還帰伝我始知汝生存日本京中五山内云汝母与我悲痛相泣曰他人逃還朝鮮者相継出来而吾子大男独不出来必是不知父母生存故也常欲通書於汝而無使可達往年秋汝友人河終男始還於朝鮮言於我曰余大男被擄日本為僧会在日本京中而下居九州肥後国熊本法華寺内本妙寺称名本行院日遙上人云或称金法山学淵云云聞汝好在消息歓喜踊躍而却恨汝忘父母生育恩安居異地久不出来也汝自足衣食日本不還耶為僧逸居海外而不還耶汝審恩之我年方五十八汝母年亦六十矣雖経兵火家業称実奴婢亦多人皆羨我富居而短我失子也汝年今方四十且識学習云可知愛父母之常情而帰見老父母生存之日即不亦孝乎不亦幸乎相逢父母好居郷国不亦栄乎使喚奴婢安亨世業不亦楽乎況我及汝母年既衰老汝熟思之々々々急告汝主鎮大将軍前道汝大師前力陳帰之情乗舟浮海無事生還復見天日父子一処相逢共余年即其楽為如何哉
　庚申五月初七日余天甲即児名而官名即余壽禧
- 日遙上人復余天甲書

朝鮮慶尚道河東県博多里余生員壽禧宅伝上事　父母主前百拝上答書大孝大男謹封千万意外伏受親滋手書憑審父母主両体依旧免恙迄今平保年末衰老琴調瑟和之音開緘欲読感涙先零此乃天之所眷耶抑亦神之所助乎緲不知其所由惟不勝祝乎感賀之至迷子好仁特蒙家世積善余応更頼厳堂勧学之早其於被擄之日不畏霜刃之飜而只書独上寒山石径斜白雲生処有人家之二句而上之即清正大将軍曰此非庸常之子也招置席側而解衣衣我退食食我如是愛護数日之後先送于此国肥後地命令削髪為僧而自其初至于今只誦法華之妙経歴朝過夕艱忌寒而免飢而已矣難然自初被擄之日今至二十八年而二十八年之中毎盥手而焚香朝向日而祝之夕拝仏而告之曰吾家祖宗之代別無積不善之殃而哀我孤僧有何罪辜而使之久落於無何之域乎如是号告者非一朝一夕而今受千々望外之書即子之私情竊以為二十八年祈祷之応也大抵子之本情即切欲今附伝信人奔走徃拝于両堂之下如意布告積年鬱陶之懐而其於当日之夕雖委命而不悔矣最可恨者別無他故也子乃迄今食主之食衣主之衣者故如此厳刑之国夫何能以其心為心乎伏厳慈氏寛両離于四五年之間何如子之内意徐将下書呼泣哀陳于国将及州守之前誠以二三年為限而哀請之即彼皆父母之子也而豈無回情激感之理乎若於早晩天道好環更得帰国之慶即両体無子而有子迷子亦失親而得親矣大概吉凶栄辱倶待乎天道不亦幸乎自今以後子奉下書常為晨昏之具也伏煩父母主亦以此子書擬作弄雛之玩幸甚千万伹於下書曰汝忘父母生育之恩安居異地亦自足衣食而久不出来云云即所垂之語子可甘受矣少有発明之冤若於大平之時子独逃身離親棄友而潜入不窮之域即子之不孝無双之罪必溢於三千五刑之外矣当年之禍口不可道而大王之子被擄縉紳之女見辱即子来他邦以為栄乎以為願乎伏乞俯察不得己之冤而勿播忌恩之咎於郷党之中幸甚千万且煩祖父得麟氏安否及族師邃方丈之生死何不細示乎不勝夢想魂思之至且於通子之奇河東官属及友人河終男氏両人前懇伝感謝之情企仰々々情雖無窮亦拘行使之忙艱学大綱而不具小目伏惟　尊鑑向教是事頓首百拝
　庚申十月初三日
　　迷子好仁在日本国肥州本妙寺草々上　日遙
追白　下書即九月尽日伝受矣且於此国無知心之友只与居昌李希尹晋州邵逖密陽卞斯楯山陰供雲海扶安金汝英光陽李荘等五六人朝夕談話故国之事而巳矣且恐重思迷子即此国珍重朝鮮之鷹若有来使即須送好鷹二坐而対馬島主及肥後大守之前各上贐物以賭迷子幸甚々々
- 再余天甲寄日遙上人書

日本国九州肥後国本妙寺日遙前寄余大男前年六月答書伝于此倭矣前者書信因釜山往復人伝送非一非再而未見汝答書昼夜飲泣此倭有信伝簡干汝処汝答簡亦持来使我獲見汝于手滋此倭彼此相通之情粉骨難忘切欲躬晋釜山致謝于此倭而適遇傷寒未果如意乃令族人余得世見謝于此倭亦伝送書信矣且離汝三十年于茲始得汝書開緘三四読宛見汝音容顔色歓喜踊躍悲喜不自禁常念汝迄今生存苟非得肥後国王無以生無以生之其為国王恩徳之軽重大小宜如何報也父時年六十母時年六十有五即其余年幾何夜必焚香以奏干帝者豈有他哉且願生前一見汝音容足矣今見汝書即汝思親之至情自不容己於此可見汝情雖無窮身不能自存国王前万端哀乞曰年老双親無他子女唯一俘擄之息遠在絶域指天画地言愈懇切即至誠感神而況感人乎幸而得脱復見天日俾我生逢即三十年畜恨一朝氷釈矣汝大孝豈有加於此哉汝須勉旃々々且汝書有曰祖父主安否及族師邃方丈生死何不細示乎看来不勝双流於此亦可見汝深情天理藹然矣祖父主越癸巳七月十二日為倭所傷捐出遂方丈丁巳八月十八日以天年終矣邃方丈姪辛春亦化去矣汝書有曰鷹子二坐贐于両処以賭迷子云我豈不欲尽心力而送之異国人処不能私贐物国法極厳犯法可畏雖切奈何且姜堂長女子等事金壽生妹皆我切親今見生存之示其喜可計壽生等無主只閑汝出来時其条率来幸甚姜堂長子天枢越癸巳被擄辛丑逃還矣其他所示人処業己通之矣且李荘兄李惠三年前死矣余□金□兄弟生存矣且亦寸弟金光禮曰生弟明禮及光禮子秀男子男等三人亦同被俘汝幸得見聞且有率勢勉図如何汝処異国戦兢自持無事出来
　壬戌七月初八日父余壽禧　花押　伝此簡于余大男
「編著曰対此書可有遙師返簡今不見其遺文」とある。
- 日遙上人呈余天甲書

謹伏疏上父主厳座下侍史開坼、謹頓首百拝上書于　厳天床下伏以春開多慶延寿万福即今双候幾何昼夜思慕不己迷子某時当依旧粗保命脉徂承書壬戌年冬即捧答上得察否深蒙三十年間焚香奉天帝之陰徳奉拝緘辞圭復毎日宛対親顔不勝感涙漣零天何罪我此身使之彼此哀傷自清正将君過喪以来万端哀乞曰年老双親留于寒床日欲西傾無他子女唯一俘息漢接絶域誰判甘旨誰得晨昏思親之切奉養之情豈異倭漢之別一使帰宇更継天倫之失傷即非茲僧生會之歓忭実有陰徳於位君之余慶反復陳情指天画地言懇乞切而当今継位子君弱冠管智之才或感或怒荏苒歳月竟及于茲今聞行之奇心草図之而将君急使堅固看守恰似籠鳥之身雁札之来丁寧令行之付而泊津遠隔肥後之邸深邃空懐断腸耳養傭近人密付私緘欲表情信之物而未知傳人之詳実固知得魚而忘筌之説故只呈空札雖然歳当四十父主春秋耳順有三母主時年六十八父子因縁自天生之豈敢虚度天生之因縁乎学序曰天運巡還無性不復蒼天奚独使子有徃而不復者哉須向天寿允待延平之遇子判懐璧必遂楽昌之合言止此矣情雖無窮波風険島雲凝議秦故学大綱而漏万目然意伏惟疏上乞須鑑下採納子頓首百拝
　　乙丑元月
追恐即未聞吾国某帝為王某氏為三公及国中万事及京都迄今昔京乎万暦今至幾万年乎常向北極大息無己
※「編著曰以上所録遺篇之真蹟現在当山宝庫中歳之六月念三四日発笥而曝之為山規而平生固禁縦覧欲見之者其時来而拝観焉」という但書きがある。
日遙からの二通目の返信（『日遙上人呈余天甲書』）は宛名（余天甲）が書かれておらず、差出人の名前（日遙/余大男）もないことから日遙の下書きであることがわかる。有力説では寛永2年1月の手紙は、天甲の元に届かなかったとされている。一方で、下掲するように届かなかったはずの日遙からの手紙に対する天甲の返信が、慶尚南道河東郡の日遙の実家に伝わっていた（注・朝鮮戦争の戦火で焼失）。この手紙が本物である場合、日遙は二通目の返信を送っていたことになる。そして、天甲も三通目の返信を書いたが、日遙がそれ以上返信しなかった。または日遙の元に届かなかったことも考えられるし、天甲があえて送らなかったことも考えられるが、いずれも推測の域を出ない。天甲の三通目は現物が残っていないため、真贋の鑑定は不可能である。

### 慶尚南道河東郡で発見された書簡
釜山地方法院に勤務する大村大代検事正は、本妙寺霊宝の清正公像の体内から日遙写経の法華経が発見されたとする熊本日日新聞の記事を読み、俄然日遙の消息に関心を持った。大村は晩年の日遙が帰国したとする俗説を検証するため、慶尚南道河東郡で現地調査を行い、宜寧余氏門長の余寅燁に照会して以下の書簡を入手している。しかし、手紙は余天甲の手紙のうち、第二通が欠けている。また文面が発星山本妙寺に伝わる手紙のそれと異なっているが、これは本妙寺書簡・河東書簡ともに下書きが遺ったことによるものと思われる。
- 壬辰乱被虜入日本後往復書信謄本

庚申九月既望河東居余天甲寄九州肥後国熊本本妙寺居癸巳被虜子本名大男改名学淵復名日遙乙酉生処書　汝在癸巳七月長興寺三景楼族僧燈邃処受学業適被虜往于日本後吾未知汝之生死与母日夜呼泣矣去丁未我国通信使入日本時我河東官人到伏見大寺遇汝而問汝姓名則汝答曰吾姓名余大男父名天甲云云其人還帰朝鮮伝我我始知汝生在日本京中五山云与汝母悲痛常泣曰他人逃還朝鮮者相継出来而吾子大男独不出来必是其不知父母之生存故也常欲通書於汝而無路可達往年秋汝友人河終男始還河東言於吾曰余大男被虜曽在日本京中而下居九州肥後国熊本法華寺内本妙寺称名本行院日遙上人云或称余法師学淵云云聞汝好在消息歓喜踊躍而却恨汝亡父母生育之恩安居異地久不出来汝衣食自足於日本而不還耶為僧逸居海外而不還耶汝審思之我年方五十六而汝母四十矣雖経兵乱家業稍実奴婢亦多人皆羨我富貴而只短我先子也汝年今三十六歳且知学習云可知愛父母之常情而帰見老父母生存之日則不亦孝乎況我及汝母年既衰老汝熟思之思之急告汝主鎮大将軍前且通大師前力陳乱帰之言善為処置好還郷国生逢父母一時同楽可謂孝矣叟須勉旃更写父天甲則児名也壽禧則乃冠名也人皆知冠名不知児名故丁未年通信使入日本時汝幸逢伏見五山内通信使行次河東官人汝問吾姓名而官人徒知吾冠名余壽禧矣不知吾児名余天甲故不答汝所問云云聞慨日夜泣嘆泣嘆汝友河終男好還本郷娶妻富居不勝健羨
父壽禧伝信
- 上に対する日遙上人の返信

庚申十月初三日日本九州肥後国熊本本妙寺居被虜子余大男謹再拝上答書于朝鮮国慶尚道河東西良谷居　父母主号余生員諱壽禧氏宅伝事千万以外伏受 親茲手書憑審　父母両体依恙迄今平保年末未衰老琴調瑟和之音開緘欲読感涙先零此乃天之所眷耶抑亦神之所助乎渺不知所由不勝祝手感賀之至迷子大男特蒙家世積善之余慶更頼岩堂勧学之早其於被虜之日不畏霜刃之翻而只書独上寒山石径斜白雲生処在人家之二句而上之則上官曰此非庸常之子也招置席側而解衣衣我退食食我如是愛護数月之後先送于此国肥後之地命令削髪為僧而自其初至于今只誦法華経歴朝過夕忘艱寒而免飢而已矣雖然自初被虜之日今至二十八年而二十八年之中毎盥手而焚香朝向日而祝之夕拝仏而告之曰吾家祖宗之代別無積不善之殃哀我孤僧有何罪辜已擄久而落於無何之域乎如是号告非一朝一夕而度矣今受千千望外之言則子之私情竊以為二十八年祈祷之応也大抵子本情則切欲今附伝信之人奔走往拝両堂之下如意布告積年欝陶之懐而其於当日之夕雖委命而不悔矣最可恨者別無他故子乃迄今食主之食衣主之衣者故也如此厳刑之国夫何能以其心為心乎伏乞　厳慈氏少寬両胸于四五年間何如子之内意徐将下書号泣哀陳于国将及州守之前誠二三年為恨哀請之則彼皆以父母之子也而豈無同情激感之理乎若於早晩天道好環更得帰国之慶則両体無子而有子迷子亦失親而得親大概吉凶栄辱倶待乎天道不亦幸乎自今以後子奉下書常為晨昏之具也伏願　父母主亦以此子書擬作美雛之玩幸甚千万但於下書曰汝忘父母生育之恩安居異地亦自足衣食而久不出来云云則所垂之語子其可甘受矣少有蔽明之冤若於太平之時于子独逃身離親棄友而潜入不窮之域則子之不孝無双之罪必近於三千五刑之外矣当年之禍口不可道大王之太子被虜而縉紳之女猶且見辱則子來他邦以為栄乎以為足乎伏乞俯察不得已之冤而勿播忘恩之咎於郷党之中幸甚千万且煩　祖父主得麟氏之安否及族師邃方丈之生死何不細示乎不勝魂思夢想之至且通子之奇河東官属及友人河終男氏両人前懇伝感謝之情状仰伏仰情雖無窮只拘行使之兆艱挙大綱而不具小月伏惟下鑑向教是事謹頓首百拝上白書

- 日遙上人からの手紙（返信元の手紙は逸失）

壬戌冬十月初一日日本九州肥後国熊本本妙寺居被虜子余大男謹百拝上答書于朝鮮国慶尚道河東西良谷居父母主前号余生員諱壽禧氏宅伝事
自去夏奉答以後長向西天魂馳神聘泣涕漣昼想夜夢之極又伏蒙厳慈之翻札歎之汗之不勝躃踊之至天何独罪我父子地何独隔我母子天経地緯有父有子非千非万独与迷子不孝之罪豈容天地間乎就中迷子昼夜銘心刻骨者両親在世之前速欲趨庭奉晨昏之計不幸無双蕀于肥後清正之率下以養育之恩終遂任清正奉祀之事当今肥後之主春秋鼎盛又姻結於大将軍此両将当権赫赫迷子自去年迄今万端哀乞誠幾慣乎感神而肥主一無顧解之念則曰孝父母之情彼此一同一同之中亦有軽重之一同公之孝父母之情父与子之綱常公与我之同事清正者恩与徳之合義也何出此言乎強欲帰挙則請於関白可也云云則漂泊他邦束手無策真可謂騎虎難下抵羊属藩者此也雖然茲国自古覚如六国之紛紛難期朝暮之地子之報恩清正之路庶幾而孝父母之日尚未贍也皇天豈可誑我父子之傷恩乎昼夜所恃者蒼天蒼天豈敢無知惟彼延手之釼楽品之鏡尚曽合況吾父子無私無忌万古常之父子豈控扞庭囲豈控賦緻手且祖父主捐世訃邃方丈別世之奇聡之不勝感愴嘆涙罔極但李善則常天涯談旧之具而去年三月二十四日永訣且姜堂長女子及侄子等無恙空聞使置処以備率帰之具隔年孤苦愁愁縷縷挙綱漏目伏願哀窮採納焉伏惟下鑑向教是事謹百拝上白書　追恐万暦幾十年乎未知深恨深恨
　　七寸叔余弘礼舎涙謹呈日遙上人様座前
　龍蛇兵火挙家亡　虎口余生幾断腸
　扶桑兎上双眸冷　若木鳥低隻影涼
　白鴈不来愁転苦　紫麟浸断涙沾裳
　待得東風滄海外　片帆高掛好還郷

## 図画等
国内数ヶ寺に日遙による真筆の図画等が現存する。書に秀でていたため、「宗内の三筆」の1人とする説がある(長久山護国寺)。
- 発星山本妙寺（熊本県熊本市西区）
  - 大曼荼羅御本尊　3幅 [10]
  - 「一心三観」 1幅 [10]
  - 「一念三千」 1幅 [10]
  - 「大、小、天、臺、方、頂、進、精、光、影、共、鏡、開、畝、塘、雲」 各1幅 [10]
  - 清正公像 1体 [11]
  - 日真上人像 1体 [7]

本妙寺には日遙の肖像画が伝わっている。画家は法橋守供こと、狩野派画家の薗井守供（1626～1717頃）である。「法橋」とは本来高僧に与えられる位階だが、著名な絵師や仏師にも与えられた。守供は熊本八代に生まれ、出家して僧侶となったが、絵画の道を諦めきれず江戸で狩野守信（探幽）に学んだ。今治藩主松平定陳から招聘されて藩絵師となり、愛媛における狩野派の祖となる。守信没後は九州肥後に戻って菊地・山鹿地方で一派を興した。別名を富元ともいう。
- 長久山護国寺（長崎県島原市寺町）
  - 一遍首題　2幅
  - 「日照香燻生畑」1雙 [6]
- 正悦山妙行寺（愛知県名古屋市中村区）
  - 大曼荼羅御本尊　1幅
  - 清正公画像　1幅
- 東光山本覚寺（熊本県熊本市中央区）
  - 釈迦如来立像　1体 [12]
- 寿福山妙永寺（熊本県熊本市中央区）
  - 一遍首題　1幅
  - 書「一喝」1幅

現存しないものとして、旧満洲国の延吉神社に日遙像がある。
- 延吉神社 末社加藤神社（旧満洲国間島省延吉）
  - 日遙上人像　1体

現在の中国吉林省延辺朝鮮族自治州延吉市に、天照大神を主祭神とする延吉神社が存在した。康徳8年8月11日に、ここに末社として加藤清正を祀る加藤神社が勧請されている。このとき清正、金官、日遙をかたどった3体の木像が宝物殿に安置されたが、満洲国崩壊の騒動の中で逸失した。